# Лакеле (Верчели)
Лакеле је насеље у Италији у округу Верчели, региону Пијемонт.
Према процени из 2011. у насељу је живело 26 становника. Насеље се налази на надморској висини од 152 м.